# Тигров бръмбар
Тигровите бръмбари (Cicindela chinensis) са вид насекоми от семейство Cicindelidae.
Таксонът е описан за пръв път от Шарл Де Гер през 1774 година.

## Подвидове
- Cicindela chinensis chinensis
- Cicindela chinensis japonica
- Cicindela chinensis okinawa